# Distretto di Bang Pla Ma
Il distretto di Bang Pla Ma (in thailandese: บางปลาม้า) è un distretto (amphoe) della Thailandia, situato nella provincia di Suphanburi.